# Coll de la Carrasqueta (Paüls)
El Coll de la Carrasqueta és una collada a cavall del terme municipal de Paüls, a la comarca del Baix Ebre, i de Prat de Comte, a la de la Terra Alta. Està situat al nord de Paüls, al sud-oest de la Punta de l'Àliga, a llevant de la Punta de l'Esterrossall i al nord-est del Coll de la Refoia.